# Groetermolen
De Groetermolen is een in 1890 gebouwde poldermolen met een grenenhouten achtkant. De molen is een zogenaamde grondzeiler. De molen staat aan de Hargerweg in Groet, het postadres ligt in Schoorl. Samen met een elektrisch gemaal bemaalt de molen thans de 220 ha grote Groeterpolder. Tot 1977 heeft de molen de Groeterpolder uitsluitend op windkracht bemalen. Het gevlucht van de Groetermolen is uitgerust met remkleppen volgens het systeem Fauël op beide roeden. De molen is uitgerust met een stalen vijzel.
De Groetermolen is eigendom van het Hoogheemraadschap Hollands Noorderkwartier. In de molen bevindt zich een woning.
Strijkmolens:
Strijkmolen B ·
Strijkmolen C ·
Strijkmolen D ·
Strijkmolen E ·
Ambachtsmolen ·
Strijkmolen I ·
Strijkmolen K ·
Strijkmolen L

Poldermolens:
Bosmolen ·
Hargermolen ·
Groetermolen ·
De Grebmolen ·
Slootgaardmolen ·
Poldermolen Waarland ·
Molen D / Oosterdel ·
Molen A ·
Sluismolen ·
Damlandermolen ·
Philisteinse Molen ·
Wimmenumer Molen ·
Geestmolen ·
Robonsbosmolen ·
De Viaan ·
De Eendracht

Korenmolens:
De Groot ·
Kijkduin (Schoorl) ·
't Roode Hert -
De Gouden Engel -
De Otter (Oterleek)

Molenstichting Alkmaar